# Лимбусни знак
Лимбусни знак  који се користи у офталмологији означава прстен дистрофичних калцификација у облику „млечног замућење“ ( или абнормалне бела боје) на лимбусу рожњаче. 

## Релевантна анатомија
Лимбус рожњаче анатомска је граница између рожњаче и склере (белог дела очне јабучице).  Лимбални прстен је видљив тамни прстен око шаренице ока састављен од затамњених подручја рожњаче. Лимбус који садржи лимбалне матичне ћелије у својим палисадама могу бити погођен раком или аниридијом (проблем у развоју), између осталог.  

## Етиопатогенеза
Око је један од анатомски најсложенијих региона тела и често се системске болести манифестују у оку. Понекад ове офталмолошке манифестације претходе другим системским манифестацијама. Рожњача је танак прозирни омотач ока око које се може видети лимбусни знак који се јавља на граница између рожњаче и склере или лимбусу рожњаче или дела  ока у коме се у анатомском смислу рожњача (предњи/центар) спаја са склером (бели део ока). 
Иако се сматра се да је лимбусни знак узрокован повећаном концентрацијом калцијума у крви, он остаје и након што се концентрација калцијум фосфата врати у нормалу.

## Дијагноза
Дијагноза лимбусног знака поставља се на исти начин као дијагноза лука око рожњаче визуелним прегледом биомикроскопом (прорезна лампа). Међутим дијагноза лимбусног знака (наслаге калцијума у рожњачи),   може се помешати са луком око рожњаче (депозита липида који се појављују као прстенови на спољашњем делу рожњаче).